# 十里回族乡
十里回族乡，是中华人民共和国四川省阿坝藏族羌族自治州松潘县下辖的一个乡镇级行政单位。2019年12月，撤销大寨乡，将原大寨乡的三岔坝村所属行政区域划归十里回族乡管辖。

## 行政区划
十里回族乡下辖以下地区：
大沟村、火烧屯村、佑所屯村、郭学寨村、高屯子村和大屯村。